# Synetocephalus bivittatus
Synetocephalus bivittatus es una especie de insecto coleóptero de la familia Chrysomelidae. Se encuentra en Norteamérica.
Fue descrita científicamente en 1859 por Leconte.